# Élection législative partielle de juin 1830 dans le 1er arrondissement électoral du Nord (Dunkerque)
 (décembre 2024).
Les élections législatives partielles de 1830 dans le 1er arrondissement électoral du Nord (Dunkerque) se déroulent le 23 juin 1830.

## Circonscription
Le 1er arrondissement électoral du Nord (Dunkerque) en 1830  regroupait en 1830 les divisions administratives suivantes : Canton de Dunkerque-Est ; Canton de Dunkerque-Ouest ; Canton de Bergues ; Canton de Gravelines ; Canton de Bourbourg ; Canton d'Hondschoote et le Canton de Wormhout.

## Contexte
Benjamin Morel se représente pour un second mandat, face à lui, François-Louis-Auguste Ferrier directeur des Douanes à Dunkerque et futur Président du Conseil général du Nord.

## Résultats[1]
- Député sortant : Benjamin Morel (Majorité ministérielle)

| Candidat         | Candidat                       | Parti                  | Premier tour | Premier tour | Second tour | Second tour |
| Candidat         | Candidat                       | Parti                  | Voix         | %            | Voix        | %           |
| ---------------- | ------------------------------ | ---------------------- | ------------ | ------------ | ----------- | ----------- |
|                  | Benjamin Morel*                | Majorité ministérielle | 214          | 56,91        |             |             |
|                  | François-Louis-Auguste Ferrier | ??                     | 159          | 42,28        |             |             |
| Inscrits         | Inscrits                       | Inscrits               | 414          | 100          |             |             |
| Abstentions      |                                |                        |              |              |             |             |
| Votants          | Votants                        | Votants                | 376          | 90,82        |             |             |
| Blancs et nuls   |                                |                        |              |              |             |             |
| Exprimés         |                                |                        |              |              |             |             |
| * député sortant |                                |                        |              |              |             |             |